# Datatilsynet
Datatilsynet er en uafhængig statslig myndighed, der organisatorisk henhører under Justitsministeriet, der dog ikke har instruktionsbeføjelse over myndigheden. Datatilsynet har til opgave at føre tilsyn med, at reglerne i Persondataforordningen og Databeskyttelsesloven, der gennemfører et EU-direktiv, overholdes. Det sker gennem at rådgive, vejlede samt behandle klager og foretage inspektioner hos myndigheder og virksomheder. Datatilsynet består af et sekretariat og et råd (Datarådet).
Tilsvarende myndigheder findes i samtlige EU-lande samt Norge (også kaldet "Datatilsynet") og Island.
Datatilsynet hed frem til 2002 Registertilsynet.